# (6268) Versailles
(6268) Versailles es un asteroide perteneciente al cinturón de asteroides, región del sistema solar que se encuentra entre las órbitas de Marte y Júpiter, descubierto el 22 de septiembre de 1990 por Eric Walter Elst desde el Observatorio de La Silla, Chile.

## Designación y nombre
Designado provisionalmente como 1990 SS5. Fue nombrado Versailles en homenaje a Versalles, sede del palacio de Versalles y lugar donde comenzó de la revolución francesa en 1789. En 1624, Luis XIII construyó allí un pequeño castillo, aproximadamente a 17 km de París, para utilizarlo como lugar de descanso tras sus salidas de cacería en los bosques circundantes. El palacio actual fue construido por Luis XIV, donde trasladó a todo su personal en 1682, mientras mantenía cuidadosamente el antiguo pabellón de caza. El palacio fue alterado sustancialmente por Luis XV, y es conocido por sus magníficos jardines y la 'Salle du jeu de paume'.

## Características orbitales
Versailles está situado a una distancia media del Sol de 2,308 ua, pudiendo alejarse hasta 2,738 ua y acercarse hasta 1,878 ua. Su excentricidad es 0,186 y la inclinación orbital 1,788 grados. Emplea 1281,50 días en completar una órbita alrededor del Sol.

## Características físicas
La magnitud absoluta de Versailles es 14,6. 